# 寿昌公主 (唐睿宗之女)
寿昌公主（680年代—?），唐朝公主，是中国唐朝第五代皇帝唐睿宗李旦的嫡长女。她的生母为李旦的原配肃明皇后刘氏。
690年，父亲唐睿宗让位于祖母武则天，此时，她尚未获得公主的封号。武周时，初封寿昌县主，开始许嫁太子右奉御杨尚一，未成。最终嫁给了清庙斋郎崔珍（《公主传》误作崔真）。天授元年（690年），寿昌公主和四妹代国公主李华婉对舞于西凉殿。